# Ramón (sångare)
Ramón del Castillo Palop, född 3 maj 1985 i Las Palmas de Gran Canaria, är en spansk f.d. popsångare.
Ramón blev känd genom sitt deltagande i den tredje säsongen av reality-showen Operación Triunfo (2004), som i sitt format är en blandning av Big Brother och Idols. Han kom på 2:a plats. I en separat omröstning i programmet, som också fungerade som Spaniens uttagning till Eurovision Song Contest 2004, utsågs han till landets representant det året med låten Para llenarme de ti. I uttagningen framförde han även låtarna Cuestión de alma och Todo vuelve a importar. I Eurovision Song Contest kom han på 10:e plats med 87 poäng, ett av Spaniens bästa resultat under 2000-talet.
2004 släppte han sitt debutalbum, Es así, som blev en framgång. Den debuterade på plats 6 på de spanska försäljningslistorna och låg kvar där i åtta veckor. 2006 släppte han sitt andra album, Cambio de sentido. 2010 lade han ned sin musikaliska karriär.

## Diskografi
- Es así (2004)
- Cambio de sentido (2006)